# コインブラ県
コインブラ県（Distrito de Coimbra）は、ポルトガルの県の1つ。ポルトガルの国土のほぼ中央に位置し、北西部はアヴェイロ県、北東部はヴィゼウ県と接し、東部では、グアルダ県、カステロ・ブランコ県と接し、南部では、レイリア県と接する。西は大西洋に面している。県都はポルトガル第3の都市コインブラ。
コインブラ県には、以下の17の地方自治体がある。
- アルガニル（Arganil）
- カンタニェーディ（Cantanhede）
- コインブラ - 県都。
- コンデイシャ・ア・ノーヴァ（Condeixa-a-Nova）
- フィゲイラ・ダ・フォシュ（Figueira da Foz）
- ゴイシュ（Góis）
- ローザン（Lousã）
- ミラ（pt:Mira,_Portugal）
- ミランダ・ドゥ・コルヴ（Miranda do Corvo）
- モンテモール・オ・ヴェーリュ（Montemor-o-Velho）
- オリヴェイラ・ドゥ・オスピタル（Oliveira do Hospital）
- パンピリョーザ・ダ・セーラ（Pampilhosa da Serra）
- ピナコーヴァ（Penacova）
- ピネーラ（Penela）
- ソーリ（Soure）
- タブア（Tábua）
- ヴィラ・ノーヴァ・デ・ポイアーリシュ（Vila Nova de Poiares）